# 内山まもる
内山 まもる（うちやま まもる、1949年1月16日 - 2011年12月1日）は、日本の漫画家。男性。茨城県鹿島郡（現在は合併により鉾田市）出身。本名は内山守。趣味はゴルフ、釣り、オートバイ、カメラ、アウトドア。
代表作に『ザ・ウルトラマン』、『リトル巨人くん』など。

## 略歴
農家の長男で跡継ぎを期待されていたこともあり、漫画家になるつもりはなかった。だが、中学卒業時に自分の漫画を姉が勝手にタツノコプロへ応募したのがきっかけで採用され、2年間という約束で親に許しをもらって上京し入社する。タツノコではアニメ部門に配属され、当時の九里一平（第3代社長）のもとで作画スタッフとして2年間働く。
在籍中に『希望の友』を出版していた潮出版社から、漫画を描かないかと誘われる。当時のタツノコはアルバイト禁止だったことから迷うも、知人女性の「やるべき」との助言により、内緒でタツノコのメンバーに手伝ってもらいながら32ページを描き上げ、『希望の友』誌に発表した『チェ・ゲバラ』で1968年にデビューする。その後、小学館からの誘いで『ジャンボーグA』の連載を開始。本人はこれが漫画家としてのデビューであると語っている。
小学館からは再度誘われ、「ウルトラマンを描かないか」と言われる。タツノコのライバルである円谷プロダクションの作品だったこともあり、連載開始と同時にタツノコを退社して独立する。当時は20歳になっており、約束の2年間を過ぎたので親が連れ戻しに来たが、結局はそのまま東京に残ったという。
小学館の学年別学習雑誌などで『帰ってきたウルトラマン』『ウルトラマンA』『ウルトラマンタロウ』『ウルトラマンレオ』などを描き、『レオ』終了後の1975年、『小学三年生』4月号から『さよならウルトラ兄弟』の連載を開始する。この作品は後年に『ザ・ウルトラマン』と改題されて『コロコロコミック』に再掲載され、第三次ウルトラブームの一翼を担うことになり、内山も一気にブレイクする。
ウルトラ漫画の連載後は「人間を描きたい」と思うようになり、1976年から『コロコロコミック』でプロ野球漫画『リトル巨人くん』の連載を開始。これも同誌のみならず『小学館の学習雑誌』でも連載され、単行本15巻を数えるヒット作となる。1979年から『リトル巨人くん』に引き続いて『コロコロコミック』にて『燃えろ!クロパン』、『週刊少年サンデー』にて『番外甲子園』、『冒険王』にて『ひょうたん』『燃えよ甲子園!鷲と鷹』といった野球漫画を連載している。
1983年頃からは『漫画アクション』に発表した野球漫画『いごっそう甲子園』などで青年誌に進出し、作家の高橋三千綱と『こんな女と暮らしてみたい』『風と剣』『おれは女が嫌いだ』『プロゴルファー』などのコンビ作を発表した。それ以後も、ゴルフ漫画などを多く連載した。
2007年から2010年まで『てれびくん』にて新作ウルトラ漫画を連載し、2009年12月12日公開の映画『大怪獣バトル ウルトラ銀河伝説 THE MOVIE』には『ザ・ウルトラマン』のファンだった監督の坂本浩一の要望により、光の国の住人役としてゲスト出演した。
晩年は『デッドにピンを!』（『GOLFコミック』）や『元祖江戸前 寿し屋與兵衛』（『週刊大衆』）などを連載していた。
2011年12月1日朝、自宅にて62歳で死去した。
2021年6月22日、『ウルトラマン』シリーズ55周年、『ウルトラマンメビウス』15周年、内山の没後10年に合わせ、単行本未収録作品も収録された『完全版 ウルトラマンメビウス外伝 プラス平成ウルトラマン作品集』が刊行。

## 作品リスト

### ウルトラシリーズの漫画化作品
- 帰ってきたウルトラマン
  - 『小学二年生』連載版 1971年5月号 - 1972年4月号
  - 決戦ウルトラ兄弟対11大怪獣 『小学二年生』9月増刊号（1971年）
- ウルトラマンA
  - 『小学二年生』連載版 1972年5月号 - 1973年3月号
  - ウルトラマンA〜ウルトラ5兄弟対ヤプール人〜 『小学二年生』9月増刊号（1972年）
  - ウルトラマンA〜怪獣墓場の決闘〜 『小学二年生』1月増刊号（1973年）
- ウルトラマンタロウ
  - 『小学二年生』連載版 1973年4月号 - 1974年3月号
  - 『小学五年生』連載版 1973年4月号 - 1974年3月号
  - かがやけウルトラの星 『小学二年生』9月増刊号（1973年）
  - 本編第25話『燃えろ! ウルトラ6兄弟』 挿画
- ウルトラマンレオ
  - 『小学二年生』連載版 1974年4月号 - 1975年3月号
  - 『小学三年生』連載版 1974年4月号 - 1975年3月号
- ザ・ウルトラマンシリーズ
  - さよならウルトラ兄弟3部作 『小学三年生』1975年4月号 - 1976年3月号
    - 第一部 さよならウルトラ兄弟 1975年4月号 - 8月号
    - 第二部 たたかえ!ウルトラ戦士 1975年9月号 - 12月号
    - 第三部 復活!ウルトラ兄弟 1976年1月号 - 3月号

  - ザ・ウルトラマン （若きファイタスの挑戦）『コロコロコミック』特別増刊号（1978年）
  - 突撃!ウルトラ兄弟 『小学三年生』1978年10月号 - 同年11月号（同年『コロコロコミック』にて「ザ・ウルトラマン」のタイトルで再録）
  - 飛べ!ウルトラ戦士 『小学三年生』1979年4月号 - 同年12月号
- アンドロメロス
  - ウルトラ戦士銀河大戦争 『小学三年生』 1981年6月号 - 1982年3月号
- ウルトラマンティガ
  - ウルトラマンティガ〜いざ鎌倉〜 『宇宙船』VOL.81（1997年）
- ウルトラマンメビウス
  - ザ・ウルトラマンメビウス 「ウルトラマンメビウス」DVD同梱作品解説書（挿絵担当。2006年）
  - ザ・ウルトラマンヒカリ 「ウルトラマンメビウス外伝 ヒカリサーガ」DVD同梱作品解説書（挿絵担当。2007年）
  - ウルトラマンメビウス&ウルトラ兄弟 「ウルトラマンメビウス&ウルトラ兄弟超全集」（2006年）
  - ウルトラマンメビウス外伝 超銀河大戦 戦え!ウルトラ兄弟 『てれびくん』2007年6月号 - 2008年2月号
  - ウルトラマンメビウス外伝 超銀河大戦 巨大要塞を撃破せよ!! 『コロコロイチバン!』2007年14号（前編）、15号（後編）
  - ウルトラマンメビウス外伝 アーマードダークネス ジャッカル軍団大逆襲!! 『てれびくん』 2008年3月号 - 2009年3月号（ただし、2008年10月号は休載）。
  - ウルトラマンメビウス外伝 ゴーストリバース ウルトラ兄弟VS暗黒大軍団 『てれびくん』 2009年4月号 - 2009年12月号
- 大決戦!超ウルトラ8兄弟
  - 大決戦!超ウルトラ8兄弟 『てれびくん』 2008年10月号
- 大怪獣バトル ウルトラ銀河伝説 THE MOVIE
  - 大怪獣バトル ウルトラ銀河伝説 THE MOVIE 『てれびくん』 2010年1月号 - 2010年3月号
  - 戦え!ウルトラ戦士 出撃!宇宙警備隊 『てれびくん』 2010年4月号

### ウルトラシリーズ以外のテレビ番組の漫画化作品
- ハクション大魔王 『たのしい幼稚園』1969年-1970年
- 昆虫物語 みなしごハッチ 『小学二年生』1970年5月号 - 10月号、『よいこ』、『幼稚園』
- ジャンボーグA 『小学二年生』1970年10月号 - 1971年3月号、1973年新年増刊号、『小学三年生』1973年2月号 - 3月号、『小学一年生』1973年12月号
- アストロガンガー（原作：鈴川鉄久）『小学一年生』1972年10月号 - 1973年3月号
- ミラーマン『小学二年生』1972年1月増刊号
- 緊急指令10-4・10-10 『小学三年生』1972年8月号 - 1973年1月号、『小学五年生』1972年8月号 - 1973年1月号、『小学六年生』1972年8月号 - 1973年1月号
- 笛吹童子（原作：北村寿夫）『小学五年生』1972年12月号 - 1973年6月号
- 熱血猿飛佐助『小学二年生』1973年1月号 - 3月号
- コンドールマン（原作：川内康範）『小学二年生』1975年4月号 - 5月号、9月号
- 超電磁ロボ コン・バトラーV 『小学三年生』1976年4月号 - 10月号
- 恐竜探険隊ボーンフリー 『小学二年生』1976年11月号 - 1977年3月号

### オリジナル作品
- チェ・ゲバラ『希望の友』1968年（デビュー作）
- サブととうちゃん『小学三年生』1973年4月号 - 7月号
- リトル巨人くん『コロコロコミック』、『小学二年生』1977年2月号 - 3月号、1978年2月号 - 3月号、1979年2月号 - 3月号、1980年2月号 - 3月号、1984年2月号 - 1986年3月号、『小学三年生』1977年4月号 - 1986年3月号、『小学四年生』1978年4月号 - 1978年8月号、1984年2月号 - 1986年3月号、『小学五年生』1985年4月号 - 1986年3月号
- チャンスだ!ゲンちゃん『小学三年生』1976年11月号 - 1977年3月号
- どんがら先生 『小学三年生』1986年4月号 - 1987年3月号
- 野球ムサシ『コロコロコミック』
- 燃えろ!クロパン『コロコロコミック』1979年9月号 - 1981年3月号
- ひょうたん 『冒険王』1974年8月号 - 1979年7月号
- 鷲と鷹『少年KING』1983年5号 - 24号、1984年1号、2号
- 仮面社員ヨシツネ『週刊現代』

### 原作つき作品
- サイボーイ（原作：工藤かずや）『コロコロコミック』
- 風と剣（原作：高橋三千綱）『モーニング』
- 番外甲子園（原作：やまさき十三）『週刊少年サンデー』
- からす － トーナメントプロゴルファー（原作：いけうち誠一）『週刊漫画ゴラク』
- てなもんや剛速球（原作：末田雄一郎）『週刊漫画ゴラク』
- しおき華（原作：林雄介）『週刊漫画ゴラク』
- プロゴルファー（原作：高橋三千綱）『Mr.ゴルフ』
- 新プロゴルファー（原作：高橋三千綱）『漫画アルバ』
- こんな女と暮らしてみたい（原作：高橋三千綱）『コミックモーニング』
- おれは女が嫌いだ（原作：高橋三千綱）『ヤングチャンピオン』
- いごっそう甲子園（原作：吉田悠二郎）『漫画アクション』
- 牙のインハイ（原作：かわさき健）、アクションコミックス
- トライトライ（原作：水谷龍二）『週刊少年サンデー』1982年
- 幸福大通り（原作：水谷龍二）『月刊アフタヌーン』1987年
- 秘書マリ子 魅惑の社長秘書物語（原作：伊庭晋太郎）全2巻、1990年刊。ゴラク・コミックス、日本文芸社
- 元祖江戸前 寿し屋與兵衛（原作：白川晶）『週刊大衆』[6]
- 鬼麿斬人剣（原作：隆慶一郎）『週刊大衆』
- デッドにピンを!（原作：草薙次郎）『GOLFコミック』
- シオン〜闇のソムリエ〜（原作：宮崎信二）、NICHIBUN COMICS

## 映画
- 大怪獣バトル ウルトラ銀河伝説 THE MOVIE（2009年、ワーナー・ブラザース映画） - 光の国の住人 役